# Lamprima aurata

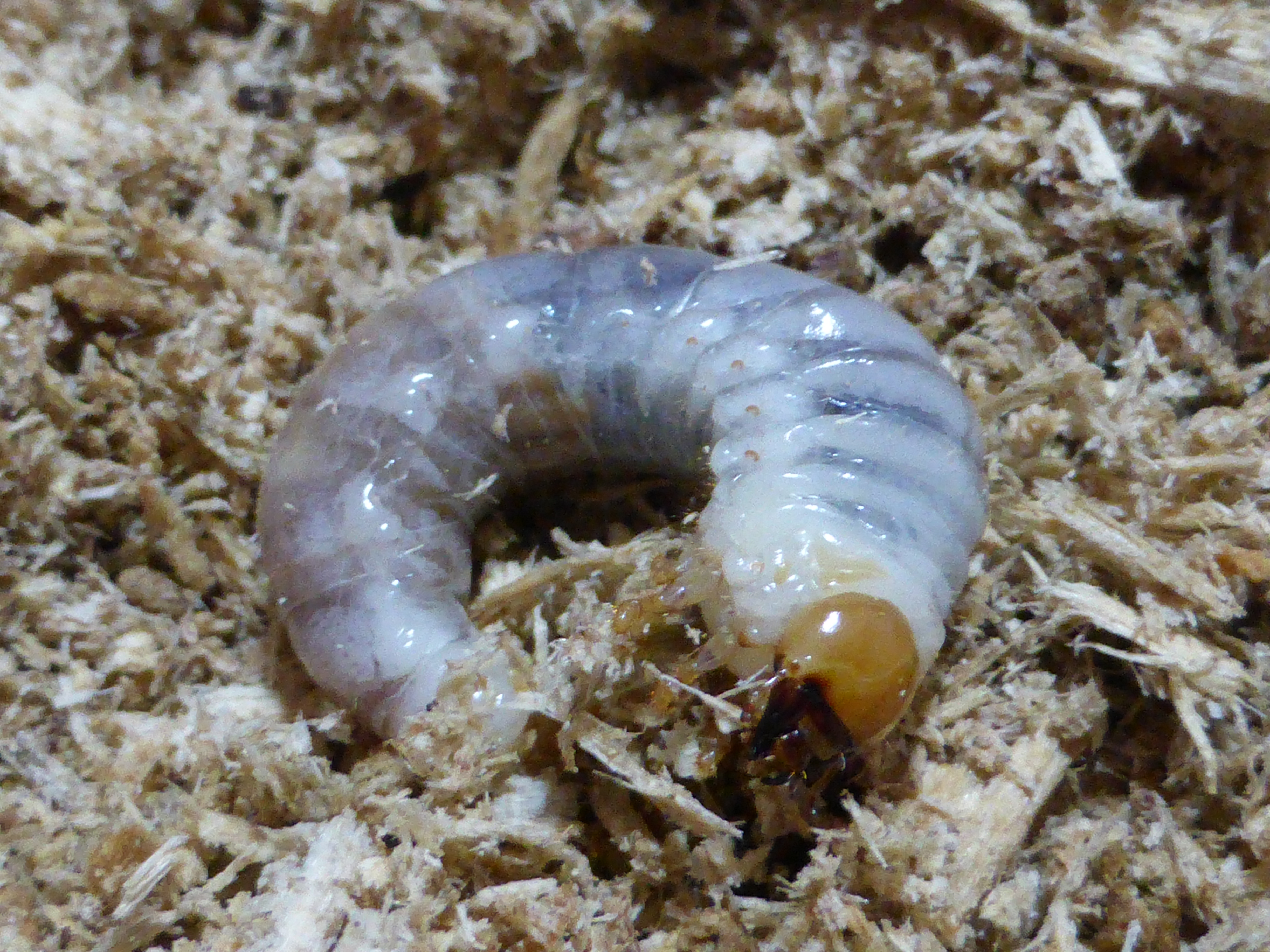
Ấu trùng Lamprima aurata.

Lamprima aurata là một loài bọ cánh cứng trong họ Lucanidae. Loài này được Latreille mô tả khoa học năm. Loài này đạt chiều dài từ 15 tới 25 mm và tương đối phổ biến tại đông Úc. Lamprima aurata chủ yếu sinh sống trên các loài cây thuộc chi Eucalyptus hay Acacia.